# لری جفری
لری جفری (انگلیسی: Larry Jeffrey; ۱۲ اکتبر ۱۹۴۰ – ۱۸ ژوئیهٔ ۲۰۲۲) بازیکن هاکی روی یخ اهل کانادا بود.
وی سابقه بازی در باشگاه‌هایی مانند نیویورک رنجرز و تورنتو میپل لیفز داشت. جفری در طول دوران فعالیت حرفه‌ای خود برندهٔ جوایزی همچون جام استنلی شده‌بود.